# Canada Masters 2003
Il Canada Masters 2003 (conosciuto anche come Rogers AT&T Cup per motivi di sponsorizzazione) è stato un torneo di tennis giocato sul cemento. 
È stata la 113ª edizione del Canada Masters, che fa parte della categoria ATP Masters Series nell'ambito dell'ATP Tour 2003, e della categoria Tier I nell'ambito del WTA Tour 2003.
Il torneo maschile si è giocato al du Maurier Stadium di Montréal in Canada, dal 4 al 10 agosto 2003, quello femminile al National Tennis Centre di Toronto in Canada,dall'11 al 17 agosto 2003.

## Campioni

### Singolare maschile
Andy Roddick ha battuto in finale  David Nalbandian con il punteggio di 6–1, 6–3.

### Singolare femminile
Justine Henin-Hardenne ha battuto in finale  Lina Krasnoruckaja con il punteggio di 6–1, 6–0.

### Doppio maschile
Mahesh Bhupathi /  Maks Mirny hanno battuto in finale  Jonas Björkman /  Todd Woodbridge con il punteggio di 6–3, 7–6(4).

### Doppio femminile
Svetlana Kuznecova /  Martina Navrátilová hanno battuto in finale  María Vento-Kabchi /  Angelique Widjaja con il punteggio di 3–6, 6–1, 6–1.